# 34665 Akbarwhizin
34665 Akbarwhizin è un asteroide della fascia principale. Scoperto nel 2000, presenta un'orbita caratterizzata da un semiasse maggiore pari a 2,617109 UA e da un'eccentricità di 0,183358, inclinata di 14,701850° rispetto all'eclittica. Ha un diametro di 3,956 km.